# دهستان همگین
دهستان همگین نام دهستانی در بخش مرکزی شهرستان دهاقان، استان اصفهان در ایران است. براساس سرشماری مرکز آمار ایران در سال ۱۳۸۵، جمعیت آن ۴۶۹۵ نفر (۱۲۲۸ خانوار) بوده‌است. این دهستان در مرز استان اصفهان و استان چهارمحال و بختیاری قرار دارد.

## جمعیت
بر اساس سرشماری عمومی نفوس و مسکن (۱۳۹۵) جمعیت دهستان همگین 4250 نفر می‌باشد که با نسبت جنسیِ 102/2، 2148 نفر آن را مردان و 2102 نفر آن را زنان در قالب 1300 خانوار با بُعد 3/3 نفر تشکیل می‌دهند.